# Мужская сборная СССР по гандболу
Мужская сборная СССР по гандболу — национальная команда СССР, существовавшая с 1960 года и участвовавшая в международных соревнованиях по гандболу. Многократный победитель и призёр Олимпийских игр (два «золота» и одно «серебро») и чемпионатов мира (одно «золото» и два «серебра»). Де-юре прекратила своё существование с распадом СССР в 1991 году, но де-факто советская сборная приняла участие в Олимпиаде 1992 года как объединённая команда под Олимпийским флагом и выиграла своё последнее «золото». Правопреемником сборной СССР является сборная команда России.

## История

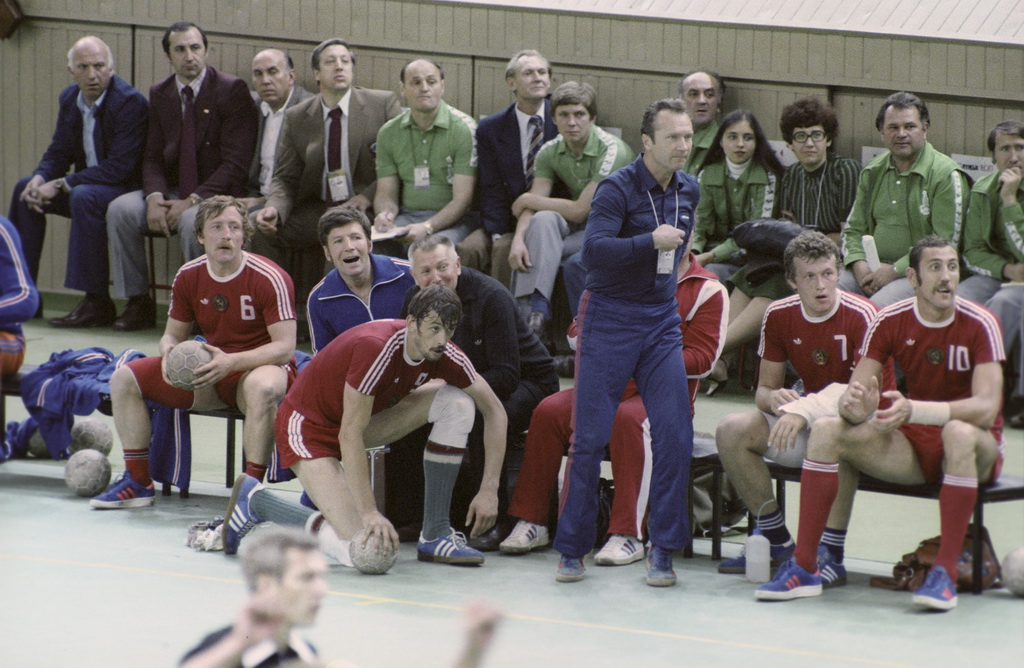
Многолетний главный тренер сборной Анатолий Евтушенко руководит сборной СССР в игре против Румынии на Олимпийских играх 1980 года (стоит в синей форме)

В 1955 году в Москве состоялся учредительный пленум Всесоюзной секции ручного мяча, участниками которого стали делегации Москвы, Ленинграда, РСФСР, Украины, Литвы и Латвии. Общественная организация была создана для популяризации в СССР ручного мяча (игра 11 × 11) и гандбола (игра 7 × 7). Характерно, что в первые годы приоритет отдавался развитию именно ручного мяча.
18 сентября 1958 года на VII конгрессе Международной федерации гандбола (IHF), проходившем в Гармиш-Партенкирхене, Федерацию ручного мяча СССР приняли в члены глобальной федерации. С этого момента клубные и сборные команд СССР могли принимать участие в официальных международных соревнованиях.
В 1960 году под руководством заслуженного мастера спорта и создателя Всесоюзных правил игры в гандбол 7 × 7 Евгения Ивахина и тренера Лазаря Гуревича была создана мужская сборная команда СССР. 15 января 1961 состоялся первый официальный матч новой сборной — в игре против сборной Румынии в рамках отборочных игр Чемпионат мира по гандболу 1961 года команда СССР победила, но не смогла квалифицироваться на основной этап. Первым крупным соревнованием команды стало выступление на Чемпионате мира по гандболу в 1964 году, проходившем в Чехословакии. Тогда сборная СССР заняла 5-е место. Первые призовые места сборная заняла только через десять лет — на Олимпийских играх в 1976 году команда СССР выиграла «золото».
Наибольшее число наград мужская сборная СССР получила в эпоху тренерства Анатолия Евтушенко. Под его руководством сборная выиграла Олимпийские игры в Монреале в 1976 году, завоевала «серебро» на Олимпиаде-80 и вновь взяла «золото» на Олимпиаде-88. Также сборная дважды выигрывала чемпионаты мира — в 1982-м и 1990-м годах — и один раз занимала второе место — в 1978 году.
2 марта 1992 в Волгограде прошла учредительная конференция «Союза гандболистов России», в том же году СГР был признан правопреемником прекратившей своё существование Федерации гандбола СССР и стал полноправным членом Международной федерации гандбола (IHF) и Европейской федерации гандбола (EHF). С 1993 года на международных соревнованиях выступает сборная команда России.

## Ключевые соревнования

### Олимпийские игры
| Год  | Столица игр  | Место                          |
| ---- | ------------ | ------------------------------ |
| 1972 | Мюнхен       | 5-е                            |
| 1976 | Монреаль     | Золото                         |
| 1980 | Москва       | Серебро                        |
| 1984 | Лос-Анджелес | бойкотировала                  |
| 1988 | Сеул         | Золото                         |
| 1992 | Барселона    | Золото ( Объединённая команда) |

#### 1972, Мюнхен
Олимпийские игры в Мюнхене стали первыми, в программе которых появился гандбол по схеме 7×7. Прежде на Олимпийских играх гандбол появлялся в 1936-м — на X Олимпиаде в Берлине и в 1952-м — на XV Играх в Хельсинки. Но тогда играли в «большой» гандбол, по схеме 11×11.
Команда СССР отобралась на Игры, победив в европейской региональной отборочной группе. На предварительном этапе самой Олимпиады сборная СССР играла с Данией (12:12), Швецией (11:11) и Польшей (17:11). На этапе плей-офф СССР выиграла у Восточной Германии (11:8), но проиграла Чехословакии (15:12). Заняв третье место в группе, сборная встретилась на следующем этапе в матче за 5-е место со сборной Западной Германии и выиграла (17:16).
В составе сборной выступали Михаил Ищенко, Янис Вилсон, Николай Семёнов, Василий Ильин, Сергей Журавлёв, Александр Резанов, Альберт Оганезов, Павел Куявский, Анатолий Шевченко, Александр Панов, Иван Усатый, Владимир Максимов, Валерий Гассий, Юрий Лагутин, Михаил Луценко, Юрий Климов, Валентин Кулёв. Тренеры — Анатолий Евтушенко и Борис Акбашев.

#### 1976, Монреаль
Гандбольные соревнования на XXI Олимпийских играх проходили в Шербруке (провинция Квебек). Команда СССР отобралась на Игры в числе победителей европейской отборочной группы. 12 мужских команд были разбиты на две группы. Команда СССР отыграла пять матчей с командами группы А: с ФРГ (18:16), Югославией (18:20), Данией (24:16), Японией (26:16) и Канадой (25:9). Сборная заняла первое место в группе по разнице забитых и пропущенных мячей и в финале победила (19:15) лидера группы B — сборную Румынии.
В составе сборной выступали Михаил Ищенко, Николай Томин, Юрий Климов, Владимир Максимов, Владимир Кравцов, Василий Ильин, Евгений Чернышёв, Юрий Кидяев, Анатолий Федюкин, Юрий Лагутин, Александр Резанов, Сергей Кушнирюк, Александр Анпилогов и Валерий Гассий (включён в число лучших бомбардиров XXI Игр с 25 мячами). Костяк сборной образца 1976 года составили гандболисты двух московских клубов — МАИ и ЦСКА. Тренеры — Анатолий Евтушенко и Юрий Предеха.

#### 1980, Москва

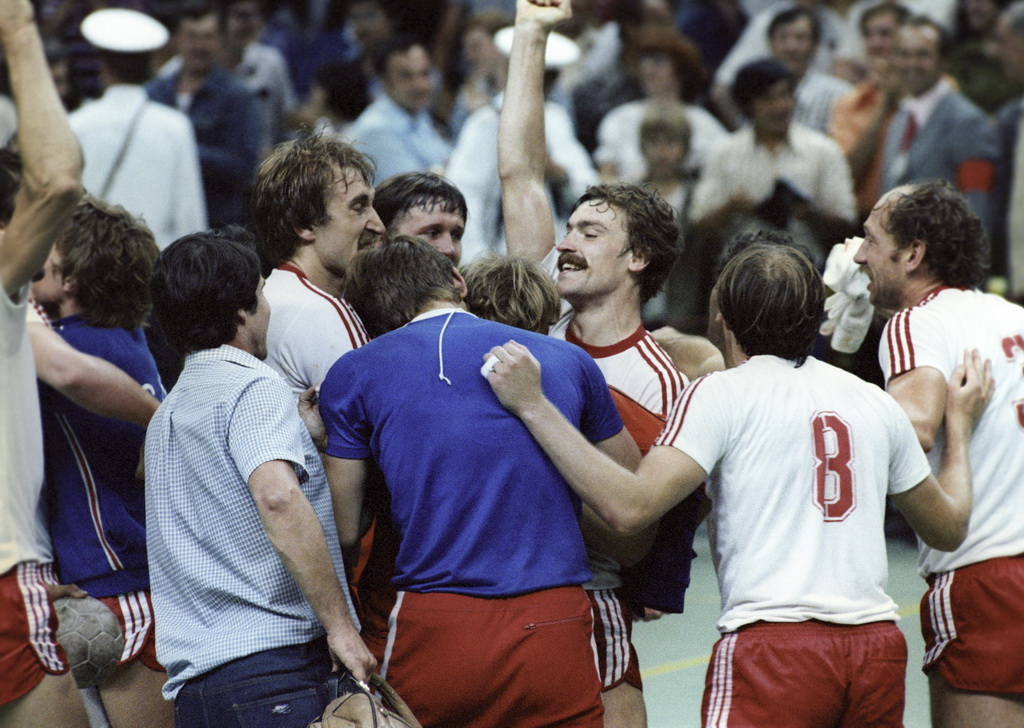
Матч по гандболу между командами СССР и Югославии на московских Олимпийских играх

Гандбольные соревнования на XXII Олимпийских играх проходили в Москве. Как и на прошлой Олимпиаде, 12 мужских команд были разбиты на две группы. Команда СССР отыграла пять матчей с соперниками по группе B: Румынией (19:22), Югославией (22:17), Швейцарией (22:15), Алжиром (33:10) и Кувейтом (38:11). Сборная заняла первое место в группе по разнице забитых и пропущенных мячей и в финале встретилась с победителем группы A — сборной ГДР. Проиграв с разницей в один мяч (22:23), сборная завоевала «серебро».
В составе сборной выступали Александр Анпилогов, Владимир Белов, Евгений Чернышёв, Анатолий Федюкин, Михаил Ищенко, Александр Каршакевич, Юрий Кидяев, Владимир Кравцов, Сергей Кушнирюк, Виктор Махорин, Вальдемар Новицкий, Владимир Репьев, Николай Томин, Алексей Жук. Тренеры — Анатолий Евтушенко и Юрий Предеха.

#### 1984, Лос-Анджелес
8 мая 1984 года Олимпийский комитет СССР объявил о бойкоте XXIII Олимпиады, которую принимали США. Это стало ответным ход СССР на бойкот Олимпиады-80, объявленный президентом Джимми Картером из-за ввода советских войск в Афганистан в декабре 1979 года. Олимпийским чемпионом на Играх в Лос-Анджелесе в отсутствие победителей двух предыдущих олимпиад сборных СССР и ГДР стала Югославия.

#### 1988, Сеул
На Олимпийских играх в Сеуле вновь были представлены все сильнейшие сборные мира. Сборная СССР неудачно выступила на чемпионате мира 86-года и не попала в шестёрку команд, отобравшихся на Олимпиаду. Одну из двух дополнительных путёвок на Игры сборная получила, победив на чемпионате 1987 года (Men Handball World Championship 1987 Group B).
Не попав на ОИ-1988 в Сеуле по итогам чемпионате мира 86-года, годом позже сборная СССР стала первой на чемпионате мира для команд группы «Б», проходившем в феврале 1987 года в Италии, что позволило ей получить дополнительную путёвку. Во время Олимпиады команда СССР победила всех соперников по группе А: Югославию (24:18), Швецию (22:18), Исландию (32:19), Алжир (26:13) и США (26:14). В финале сборная одержала победу над Южной Кореей (32:25).
В составе сборной выступали Александр Тучкин, Михаил Васильев, Вячеслав Атавин, Игорь Чумак, Андрей Лавров, Вальдемар Новицкис, Валерий Гопин, Георгий Свириденко, Юрий Нестеров, Юрий Шевцов, Андрей Тюменцев, Александр Каршакевич, Константин Шароваров и Александр Рыманов. Главный тренер — Анатолий Евтушенко.

#### 1992, Барселона
Сборная СССР завоевала путёвку на Олимпиаду в Барселоне, завоевав «серебро» на Чемпионате мира 1990 года. Ввиду распада Союза на Летних Олимпийских играх 1992 года от республик бывшего СССР (за исключением Эстонии, Латвии и Литвы) выступала объединённая команда. Вместо флага СССР использовался Олимпийский флаг.
На групповой стадии Объединённая команда обыграла сборные Германии (25:15), Франции (23:22), Египта (22:18), Испании (24:18) и Румынии (27:25). В полуфинале сборная выиграла у Исландии (23:19) и в финале победила действующих чемпионов мира команду Швеции (22:20).
В составе объединённой сборной выступали Андрей Лавров, Игорь Чумак, Игорь Васильев, Юрий Гаврилов, Андрей Барбашинский, Сергей Бебешко, Валерий Гопин, Василий Кудинов, Талант Дуйшебаев, Михаил Якимович, Олег Гребнев, Олег Киселёв. В заявку Объединённой команды на турнире были включены и стали олимпийскими чемпионами Андрей Миневский, Вячеслав Горпишин и Дмитрий Филиппов. В символическую сборную по итогам турнира вошли Андрей Лавров, Талант Дуйшебаев и Валерий Гопин. Дуйшебаев стал лучшим бомбардиром турнира (47 мячей в 7 матчах). Тренеры — Спартак Миронович и Владимир Максимов.

### Чемпионаты мира
| Год  | Страна-организатор | Место          |
| ---- | ------------------ | -------------- |
| 1938 | Германия           | не участвовала |
| 1954 | Швеция             | не участвовала |
| 1958 | ГДР                | не участвовала |
| 1961 | ФРГ                | не участвовала |
| 1964 | Чехословакия       | 5-е            |
| 1967 | Швеция             | 4-е            |
| 1970 | Франция            | 9-е            |
| 1974 | ГДР                | 5-е            |
| 1978 | Дания              | Серебро        |
| 1982 | ФРГ                | Золото         |
| 1986 | Швейцария          | 10-е           |
| 1990 | Чехословакия       | Серебро        |

На момент проведения Чемпионатов 1954-го и 1958-го годов советской сборной по гандболу ещё не существовало, а на Чемпионат 1961-го года команда СССР не смогла квалифицироваться. Начиная с 1974 года сборная СССР не пропускала ни одного чемпионата и успела выступить на восьми первенствах.

#### 1964
На Чемпионате мира 1964 года команда СССР вышла из группы D, отыграв три матча: с Румынией (14:16), Японией (40:10) и Норвегией (11:13). В полуфинальной группе сборная проиграла Чехословакии (18:15), но выиграла у Дании (17:14). В итоговом матче за 5-е место команда СССР выиграла у сборной Югославии (27:18).
В составе сборной выступали Джемал Абайшвили, Эрик Велдре, Юрий Резников, Валерий Зеленов, А. Мацежинскас, Джемал Церцвадзе, Георгий Лебедев (признан лучшим разыгрывающим чемпионата), Михаил Усенко, Юрий Здоренко, Г. Попадчук. Также в состав были заявлены Валентин Цапенко, Л. Картозия, Витаутас Контвайнис, А. Кенставичус, А. Самуолис и Юрий Климов. Тренеры — Янис Гринбергас, В. И. Ковалев.

#### 1967
Чемпионат мира 1967 года проходил в Швеции. Команда СССР вышла из группы D, отыграв три матча: с Канадой (28:9), ГДР (22:17) и Румынией (13:15). В четвертьфинале сборная СССР выиграла у ФРГ (19:16), в полуфинале проиграла Дании (12:17). В итоговом матче за 3-е место команда СССР уступила сборной Румынии (19:21).
В составе сборной выступали Джемал Абайшвили, В. Цапенко, Валерий Зеленов, Юрий Климов (вошёл в число лучших бомбардиров с 34 мячами), С. Журавлев, Г. Лебедев, Олег Мазур, Имедо Цхакадзе, Юрий Соломко. Также в состав были заявлены Э. Велдре, Юрий Здоренко, Анатолий Шевченко, В. Эйзитавичус. Тренеры — Георгий Шарашидзе и Борис Акбашев.

#### 1970
На Чемпионате мира 1970 года, проходившем во Франции, команда СССР встретилась с тремя командами группы A: ГДР (11:13), Норвегией (10:9) и Швецией (12:11). С третьим местом в группе сборная могла претендовать только на 9-12 места в общем зачёте. В последовавших встречах с Францией (25:14), Исландией (19:15) и Японией (28:12) сборная СССР смогла занять 9-е место.
В составе сборной выступали Михаил Ищенко, Янис Вилсон, Александр Семёнов, Андрис Гулбис, Валерий Зеленов, Юрий Здоренко, Юрий Климов, Александр Кожухов, Владимир Максимов, Виктор Махорин, Александр Панов, Имедо Пхакадзе, Юрий Соломко, Джемал Церцвадзе, Николай Шаюк, Анатолий Шевченко. Тренеры — Анатолий Евтушенко и Янис Гринбергас.

#### 1974
На чемпионат мира по гандболу, проходивший в 1974 году в ГДР, мужская сборная СССР была допущена без отборочных игр. В группе C по результатам трёх встреч — с США (40:11), Японией (25:18) и ГДР (15:15) — команда заняла второе место и вышла в основной раунд, где проиграла Югославии (15:18) и выиграла у Венгрии (17:15). В последовавшей встрече за 5-е место сборная СССР выиграла у Чехословакии (26:24).
В составе сборной выступали Михаил Ищенко, В. Сычев, Валерий Гассий, Владимир Кравцов, Юрий Лагутин, Владимир Максимов (вошёл в число лучших бомбардиров турнира с 31 мячом), Виктор Махорин, Александр Панов, В. Плахотин, Александр Резанов, Альберт Оганезов, Сергей Чикалаев, Сергей Кочергин, Юрий Климов, Валентин Кулёв, Иван Усатый. Тренеры — Анатолий Евтушенко и Юрий Предеха.

#### 1978
На предварительном раунде чемпионата мира по гандболу, проходившем в 1974 году в Дании, сборная СССР провела три встречи с соперниками по группе C: с Исландией (22:18), Испанией (24:12) и Данией (16:16). Команда заняла первое место и вышла в основной раунд, где выиграла у Швеции (24:18) и Польши (18:16). В финале команда СССР проиграла сборной ФРГ (19:20).
В составе сборной выступали Михаил Ищенко, Николай Томин, Александр Анпилогов, Валерий Гассий, Алексей Жук, Юрий Климов, Юрий Кидяев, Сергей Кушнирюк, Владимир Максимов, Василий Ильин, Александр Резанов, Евгений Чернышёв, Николай Плюйко, Владимир Белов, Владимир Кравцов, Вальдемар Новицкий. Тренеры — Анатолий Евтушенко и Юрий Предеха.

#### 1982
На чемпионате мира по гандболу, проходившем в 1982 году в ФРГ, сборная СССР выиграла у трёх соперников по группе A: у Чехословакии (31:17), Кувейта (44:19) и ФРГ (24:16). В основном раунде сборная победила команды Швейцарии (23:14), Польши (27:21) и ГДР (25:17). В финале команда СССР обыграла сборную Югославии и впервые стала чемпионом мира.
В составе сборной были гандболисты из пяти союзных республик, представлявшие восемь разных клубов: Александр Шипенко, Олег Гагин, Сергей Кушнирюк, Владимир Кравцов, Анатолий Федюкин, Михаил Васильев, Юрий Кидяев, Раймундас Валуцкас, Михаил Ищенко, Александр Рыманов, Александр Каршакевич, Владимир Белов (капитан сборной, также вошёл в число лучших бомбардиров с 39 мячами), Александр Анпилогов, Юрий Шевцов и Вальдемар Новицкис. Тренеры — Анатолий Евтушенко и Юрий Климов.

#### 1986
Чемпионат мира 1986 года проходил в Швейцарии. Сборная СССР на предварительном раунде проиграла Югославии (22:26) и ГДР (18:23) и выиграла у Кубы (33:23). В основном раунде команда выиграла у ФРГ (23:20), проиграла Испании (17:25) и победила Швейцарию (24:15). Заняв предпоследнее место в группе, сборная СССР встретилась в матче за 9-е место со сборной Румынии и проиграла (21:25), заняв итоговое 10-е место.

#### 1990
Чемпионат мира 1990 года проходил в Чехословакии. Сборная СССР в предварительном раунде выиграла у всех трёх соперников по группе D: Польши (26:21), Японии (35:16) и ГДР (34:19). В основном раунде сборная СССР также выиграла все матчи, последовательно обыграв Исландию (27:19), Югославию (24:22) и Испанию (37:28). В финальном матче СССР проиграла команде Швеции (23:27) и завоевала «серебро».